# Juniperus flaccida
Juniperus flaccida är en cypressväxtart som beskrevs av Diederich Franz Leonhard von Schlechtendal. Juniperus flaccida ingår i släktet enar, och familjen cypressväxter. IUCN kategoriserar arten globalt som livskraftig.

## Underarter
Arten delas in i följande underarter:
- J. f. flaccida
- J. f. martinezii
- J. f. poblana

## Bildgalleri

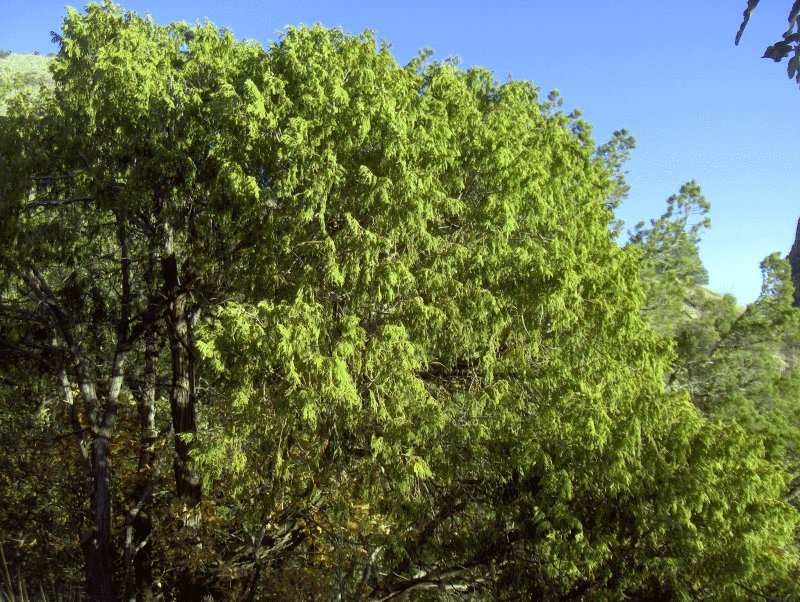
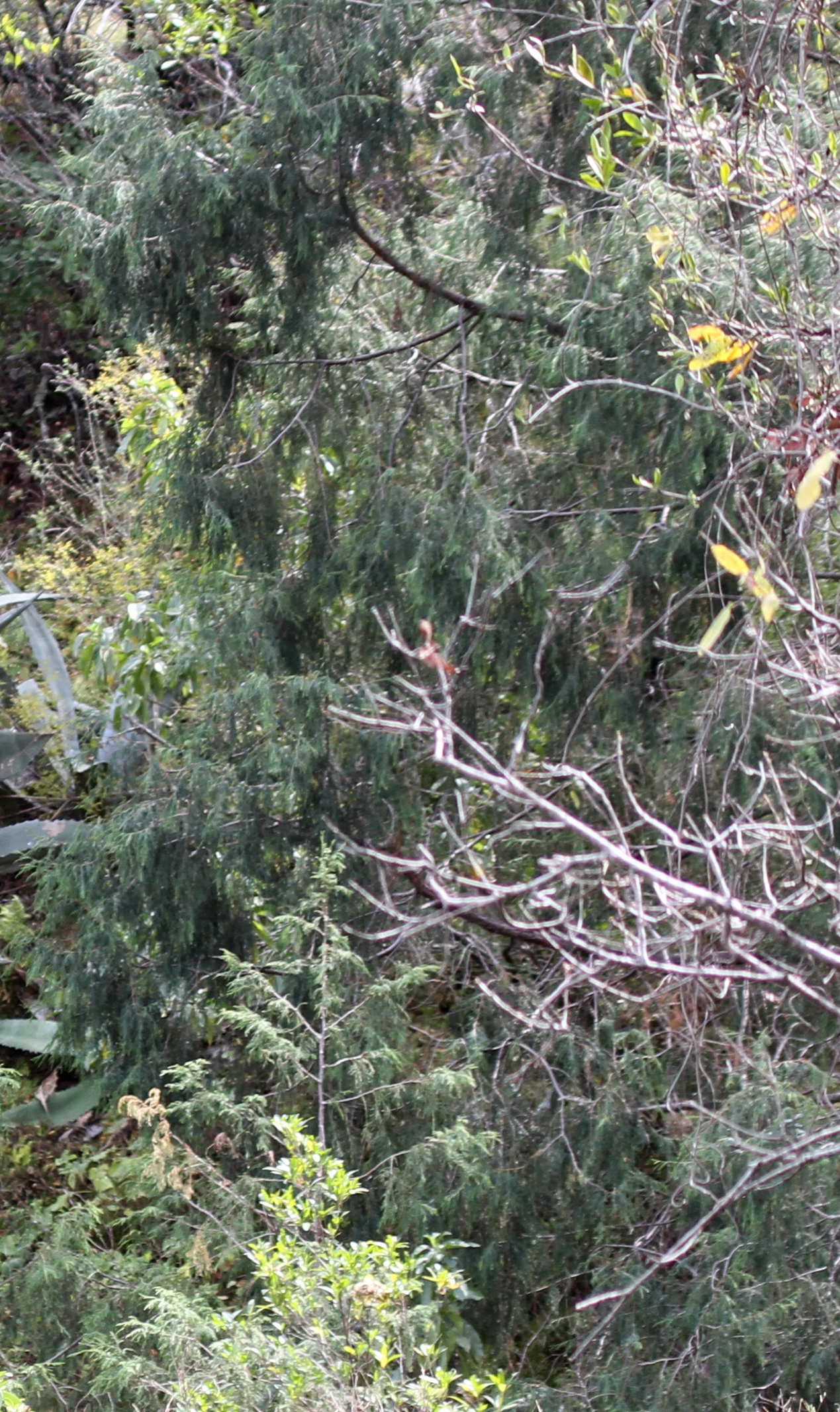
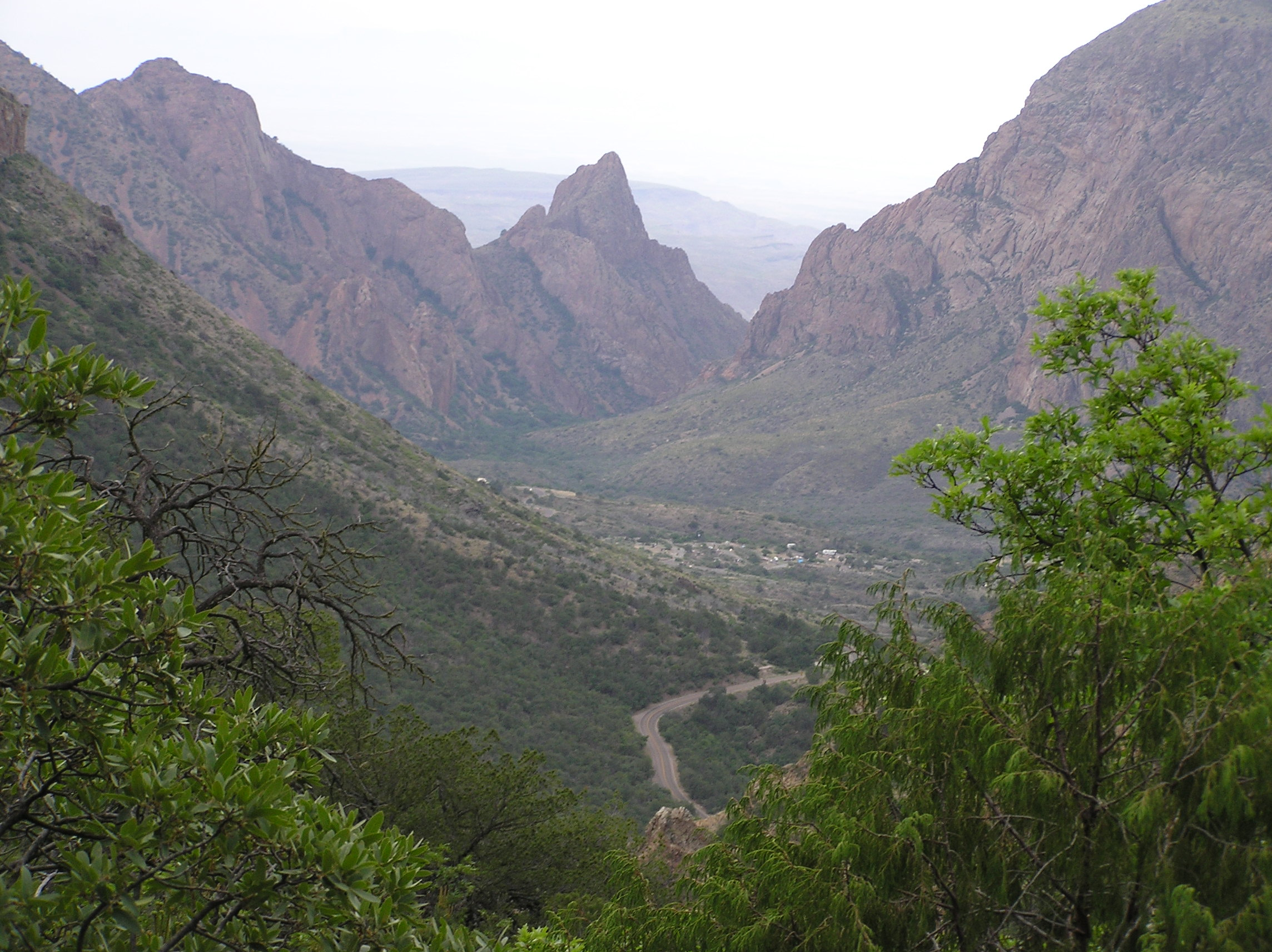
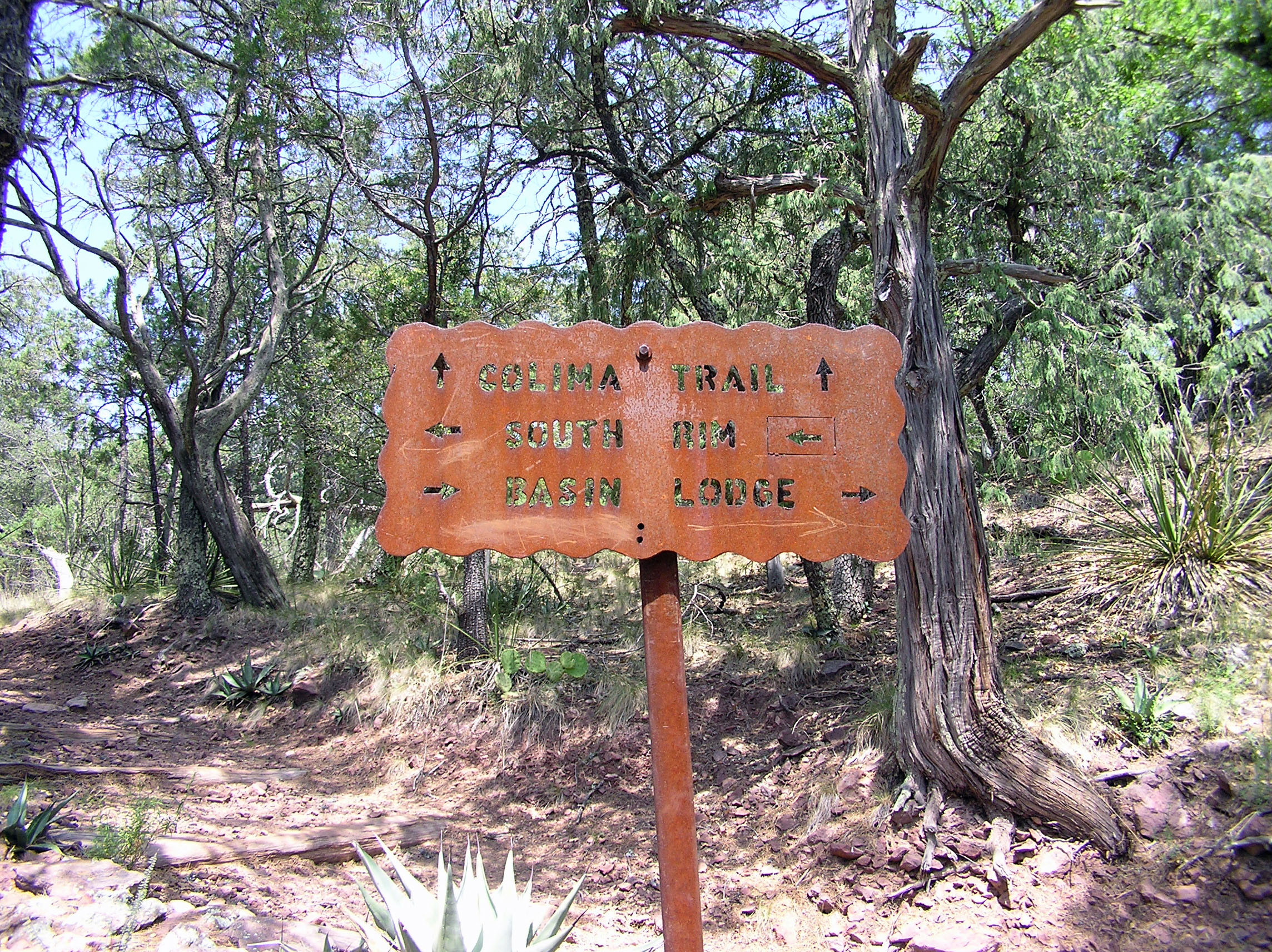
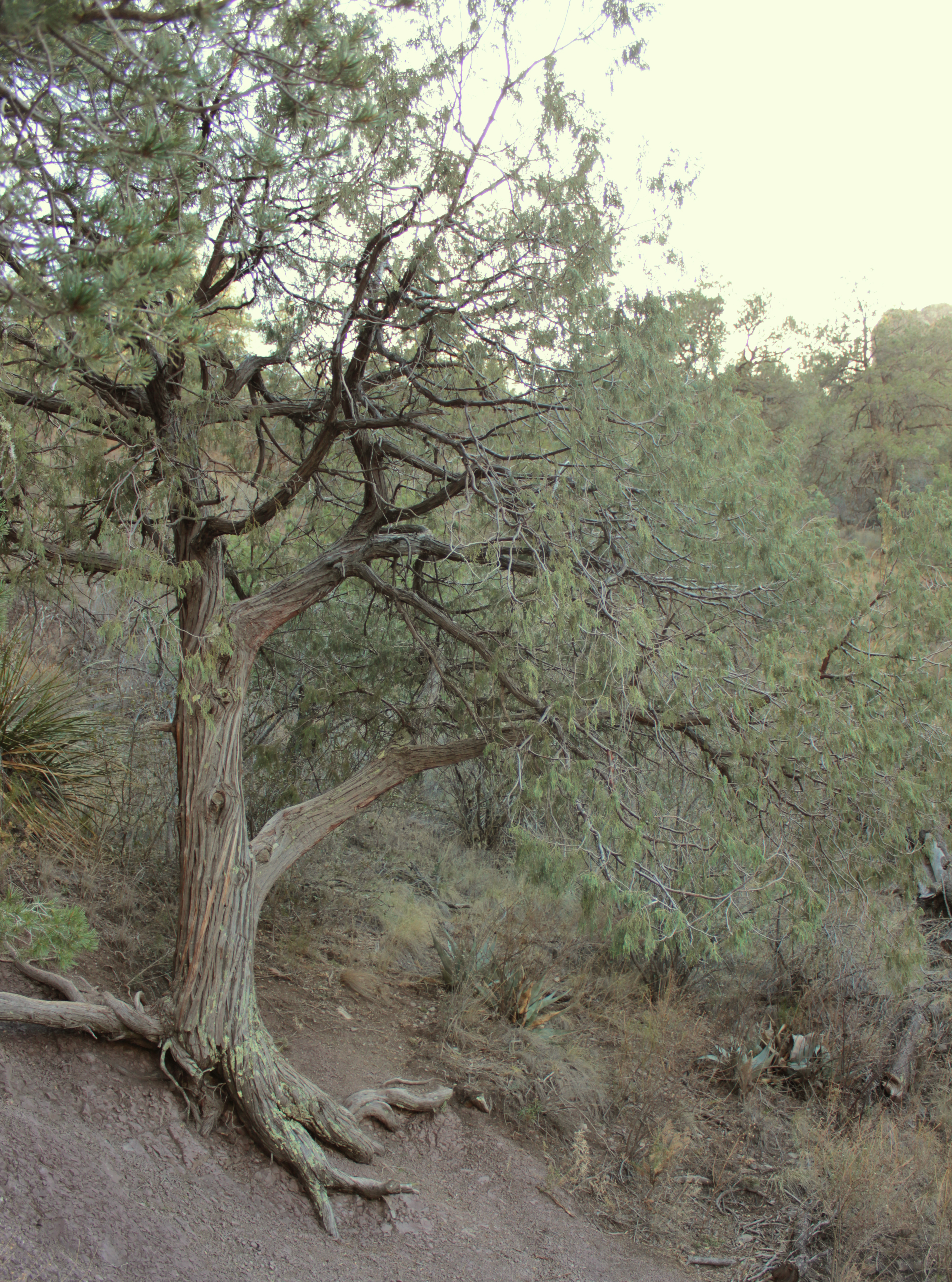
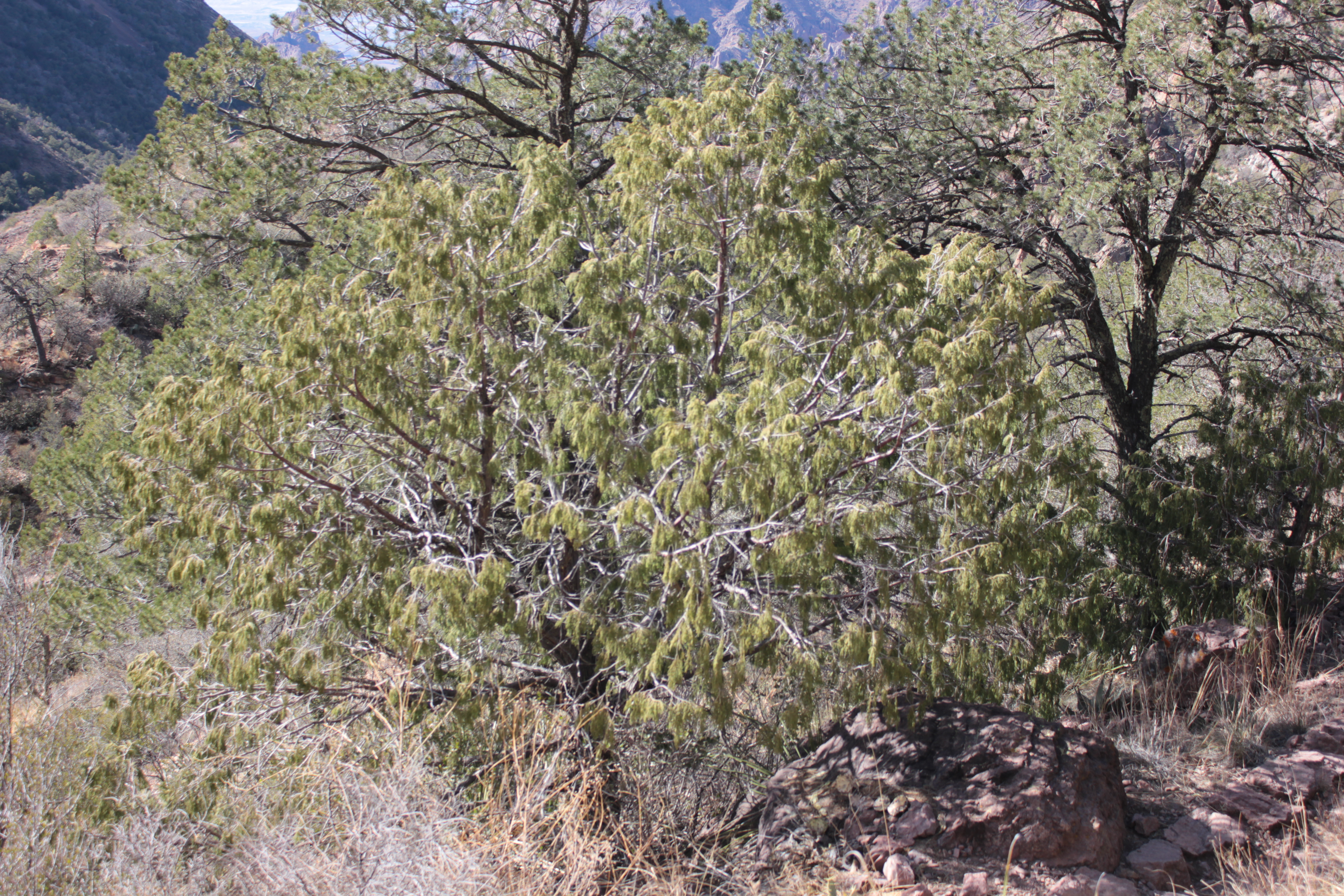